# Regno di Taqali
Taqali (anche chiamato Tegali) era un regno situato sulle Montagne di Nuba, in quello che oggi è il Sudan centrale. L'altopiano delle colline di Nuba è abbastanza umido e adatto per l'agricoltura e per la costruzione di grandi agglomerati di case, cosa che non si può dire della regione circostante del Kordofan. La parte centrale dello stato si trovava principalmente sul Massiccio del Taqali che è la parte più alte delle colline e si trova nella parte nord-est della regione. La sua storia iniziale non è chiara. Storie tramandate oralmente affermano che è stato fondato molti secoli fa nello stesso tempo in cui fu fondato il Regno di Sennar. Alcuni studiosi mettono in dubbio queste affermazioni e dichiararono che lo stato iniziò tra il 1750 ed il 1780 e che i sovrani iniziali sulla lista dei Re sono di origine semi-mitologica.
È stato messo in discussione che il primo sovrano vero e proprio di Taqali è stato Muhammed wad Jayli e che solo lui e suo figlio Ismail crearono il regno. Invece altri credono che il Regno di Taqali iniziò durante i periodi di tumulto nella regione del Kordofan quando il Regno di Sennar stava scomparendo e il Darfur stava crescendo come una nuova potenza. Muhammed iniziò il processo di unificazione della regione. Fu succeduto come Makuk o Makk da suo fratello Umar. La reggenza di Umar fu rovesciata da un colpo di Stato organizzato dalla regina madre Ajad, e suo figlio Ismail nel 1783. Ismail prese il controllo del regno e lo fece espandere conquistando nuovi territori, prendendo il controllo delle "99 colline" della regione. Suo figlio Abakr gli succedette pacificamente, ma dopo questo periodo lo stato fu indebolito dalle guerre interne per la lotta dei diversi sovrani che volevano competere al trono tra il 1840 e il 1880.
A scapito della sua piccolezza il Regno di Taqali rimase sempre indipendente dai regni confinanti visto che era circondato dall'arido Kordofan e non era possibile fare delle grande spedizioni militari attraverso questo tratto di terra desertica e potevano essere inviati solo pochi soldati per volta. Inoltre, il Massiccio del Taqali era protetto da grandi ed invalicabili dirupi rocciosi. Il Regno di Sennar riuscì ad esercitare abbastanza pressione su di esso in modo che gli mandasse dei contributi annuali di tasse. Quando Sennar fu distrutta dall'invasione Egizia nel 1821, la sua comoda situazione di inattaccabilità del regno, al sicuro sopra il Massiccio di Taqali, continuò. L'Egitto cercò di conquistare la zona inviando 
tre spedizioni ma tutte e tre fallirono. Più tardi fu stipulato un compromesso in cui il Regno del Taqali rimaneva di fatto indipendente ma doveva versare tributi annuali in tasse e doveva fare parte ufficialmente del nuovo stato del Sudan Egizio.
Il Regno di Taqali fu finalmente conquistato dalle forze armate Madiste. Il Makuk (o Makk) Adam si destreggiò tra le forze militari Madiste e Britanniche dicendo di aiutare l'una e l'altra ma in realtà non aiutò nessuno delle due fazioni. Così nel 1883 le forze Madiste decisero che la regione doveva essere conquistata. Le forze armate Madiste fecero un buon lavoro e per il Luglio del 1884 il Makk (o Makuk) Adam fu fatto prigioniero e morì più tardi in cattività. La popolazione del Regno di Taqali si rivoltò ed il governo Madista decise di inviare Hamdan Abu Anja a sedare la rivolta. La rivolta alla fine fu sedata attraverso opere di saccheggio e della distruzione del territorio.
Con la sconfitta delle forze armate Madiste i Makuk di Taqali furono rimessi al potere ma adesso erano controllati da vicino dalle forze dell'Impero britannico. Il Regno di Taqali si guadagnò la posizione di buon alleato dei britannici e gradualmente i britannici gli diedero più territori da controllare e amministrare. Questo continuò fino alla indipendenza del Sudan nel 1956. Alla fine ci si sbarazzò definitivamente del potere amministrativo dello stato del Regno di Taqali con il colpo di Stato del 1969. Il Makuk (o Makk) di Taqali rimane un titolo di ad honorem di nobiltà cerimoniale per le persone di questa regione, anche se in realtà non ha nessun potere politico.

## Mukuk di Taqali
- Muhammad al-Rubatabi
- Jayli Abu Jarida
- Sabo
- Jayli Umara
- Jayli Awan Allah
- Jayli Abu Qurun
- Muhammad wad Jayli c. 1750
- Umar I fino 1783
- Ismail 1783 fino 1800
- Abakr I 1800 fino 1820
- Umar II 1800 fino 1835
- Ahmad 1835 fino 1840
- Maryud 1840 fino 1843
- Nasir 1843 fino c. 1860
- Adam I c. 1860 fino 1884
- Interregnum 1884 fino 1898
- Jayli 1898 fino 1916
- Abakr II 1916 fino 1920
- Adam II 1920 fino (ancora governa nel 1990)